# Матич, Божидар
Божидар Матич (босн. Božidar Matić; 8 сентября 1937, Богатич — 12 мая 2016, Сараево) — югославский и боснийский учёный, государственный деятель, академик, президент Академии наук и искусств Боснии и Герцеговины (1999—2014), член-корреспондент Черногорской академии наук и искусств. Министр науки и техники Югославии (1986—1989), председатель Совета Министров Боснии и Герцеговины в 2001 году.

## Биография
Родился в небольшом сербском городке Богатиче. В четыре года вместе с семьёй переехал в Боснию и Герцеговину, которая так же, как и Сербия, входила на тот момент в состав Королевства Югославия.
Окончив школу в Високо, поступил на Электротехнический факультет Загребского университета, который окончил в 1960 году. В аспирантуру поступил на электротехнический факультет Белградского университета, которую окончил в 1963 году, защитив диссертацию на тему: «Автоматизация технологических процессов».
В 1966 году поступил на работу в Институт автоматики и телемеханики Академии наук СССР.
В 1971 году защитил докторскую диссертацию в Сараевском университете.
С 1970 по 1981 год — директор Института автоматики и компьютерных наук (Энергоинвест).
С 1976 по 2005 год — профессор факультета электротехники Сараевского университета. С 1981 по 1985 год — ректор этого университета.
С 1986 по 1989 год — министр науки и техники Югославии.
С 1993 по 1996 год — член правления Энергоинвеста.
С 1999 по 2014 год — президент Академии наук и искусств Боснии и Герцеговины.
В 2001 году — председатель Совета Министров Боснии и Герцеговины.
С 2002 по 2005 год — председатель правления Агентства по приватизации в Боснии и Герцеговине.